# Ewa Różańska
Ewa Różańska (née le 22 décembre 2000) est une athlète polonaise spécialiste du lancer du marteau. 

## Biographie

### Palmarès
| Date | Compétition           | Lieu   | Résultat | Performance |
| ---- | --------------------- | ------ | -------- | ----------- |
| 2022 | Championnats d'Europe | Munich | 2e       | 72,12 m     |

### Records
| Épreuve           | Performance | Lieu     | Date         |
| ----------------- | ----------- | -------- | ------------ |
| Lancer du marteau | 72,12 m     | Munich   | 17 août 2022 |
| Lancer du poids   | 15,70 m     | Szczytno | 2 juin 2021  |